# 早島 (東京都)

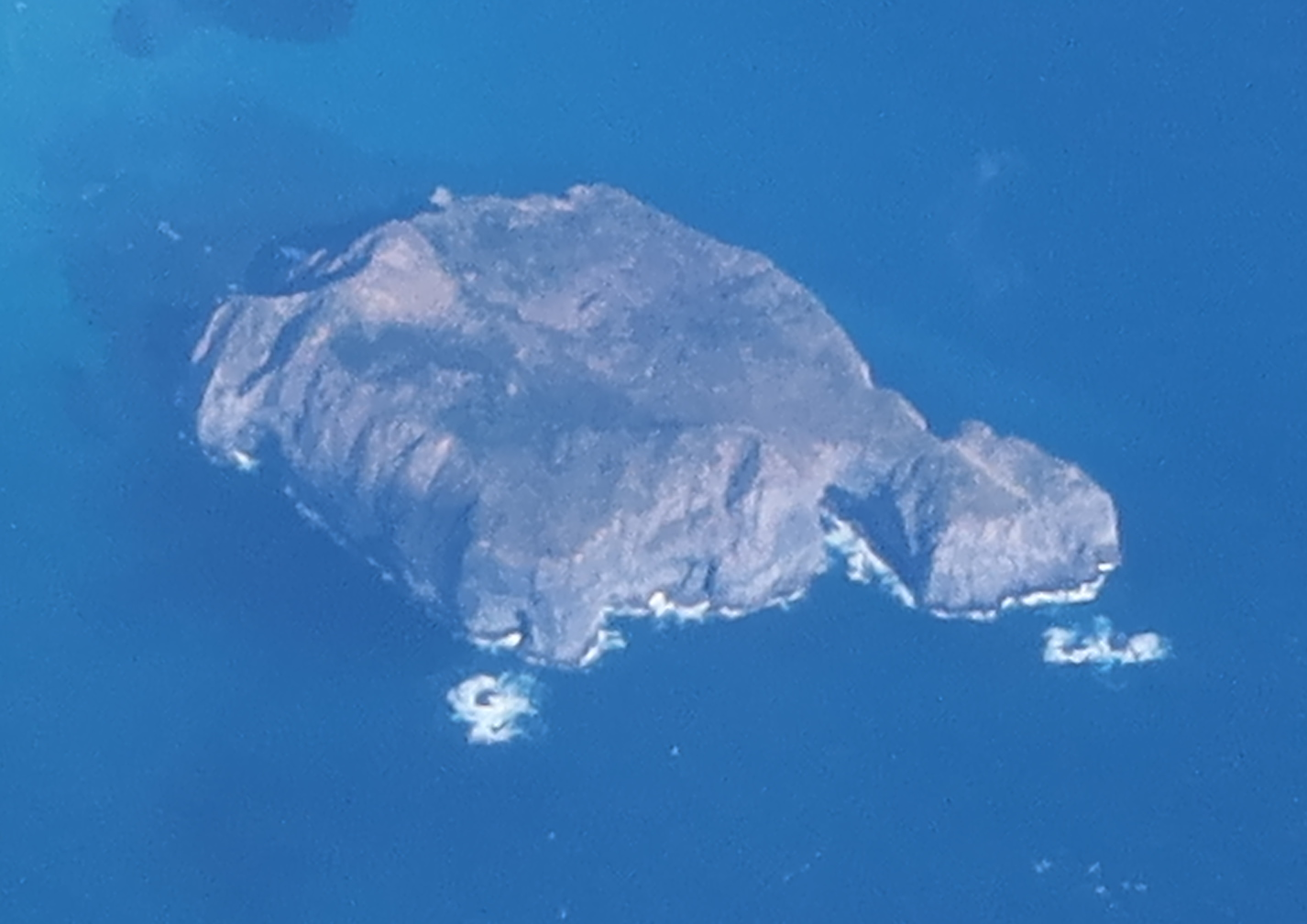
飛行機から撮影した早島

早島（はんしま、はやしま）は、伊豆諸島に属する島。新島の南方約500メートルに位置する無人島である。行政区画は東京都新島村に属する。
近世中期までは新島と砂州で繋がり地続きであった。天保郷帳には「早島」の記載がある。

## 地理と生態系
早島は新島南端の神渡鼻の南東方に位置する。早島を構成している流紋岩溶岩（海抜90メートル）を早島火山という。早島火山は南北径300メートル、東西径600メートルの溶岩円頂丘である。
カンムリウミスズメの繁殖地として著名であり国立公園特別保護地区に指定されている（島全域）。夏期にはハンマーヘッドシャークの産卵地になる。